# Anton Walter
Gabriel Anton Walter (Neuhausen auf den Fildern, 5 febbraio 1752 – Vienna, 11 aprile 1826) è stato un fabbricante di pianoforti austriaco.
Il Grove Dictionary of Music and Musicians lo descrive come il più famoso costruttore viennese di pianoforti del suo tempo.

## Biografia
Nato in Germania, si trasferì a Vienna intorno al 1780 e nel 1790 fu insignito del titolo di Imperial Royal Chamber Organ Builder and Instrument Maker. Nel 1800 aveva circa 20 operai. In quell'anno iniziò a lavorare anche il figliastro Joseph Schöffstoss e i pianoforti vennero etichettati "Anton Walter und Sohn" (e figlio). L'ultimo pianoforte Walter sopravvissuto è datato 1825: il costruttore morì l'anno successivo.
Walter sviluppò la meccanica dei pianoforti viennesi aggiungendo un paramartello, che impediva al martello di rimbalzare su e giù. Questa innovazione fu adottata da altri costruttori viennesi del tempo. Tra i compositori che usavano pianoforti Walter vi erano Beethoven, Mozart e Haydn.

## Strumento di Mozart
Wolfgang Amadeus Mozart comprò il pianoforte Walter nel 1782 circa e lo suonò in una delle più importanti fasi della sua carriera, cioè nel periodo di composizione dei suoi ultimi concerti per pianoforte. Nel 1800 circa (nove anni dopo la morte di Mozart) questo strumento fu notevolmente modificato dalla ditta Walter. Sopravvive ancora oggi ed è conservato a Salisburgo: in precedenza è stato proprietà del figlio di Mozart, Carl, a Milano. I fortepiani Walter sono spesso usati come modelli per la costruzione degli strumenti, dai moderni costruttori di pianoforti come Philip Belt, Rodney Regier, Paul McNulty e Christopher Clark, tra gli altri.

## Registrazioni
- Paul Badura-Skoda, Musica Florea. Wolfgang Amadeus Mozart. Piano concertos K.271, K.414. Walter (Paul McNulty).
- Kristian Bezuidenhout. Wolfgang Amadeus Mozart. Keyboard Music Vol.2. Walter (Paul McNulty).
- Robert Levin, the Academy of Ancient Music, Christopher Hogwood. Wolfgang Amadeus Mozart. Piano Concertos Nos. 15 & 26. Mozart’s Walter.
- Nikolaus Harnoncourt, Rudolf Buchbinder. Wolfgang Amadeus Mozart. Piano Concertos No. 23 & 25. Walter (Paul McNulty).
- Andreas Staier. Joseph Haydn. Sonatas and Variations. Walter (Christopher Clarke).
- Alexei Lubimov and his colleagues. Ludwig van Beethoven. Complete piano sonatas. Stein, Walter, Graf, Buchholtz (Paul McNulty).
- Viviana Sofronitsky with Warsaw Chamber Opera Orchestra. Wolfgang Amadeus Mozart. Complete Mozart works for keyboard instrument and orchestra (11 CD box). Walter (Paul McNulty).